# 恋は校則に縛られない!
『恋は校則に縛られない!』（こいはルールにしばられない）は、角川ゲームスより2012年11月29日に発売されたPlayStation Portable用ゲームソフト。

## 内容
ごく普通の女子高生だった主人公が学園の理事長になり、生徒会と審議を重ねながら学園を運営するアドベンチャーゲーム。ゲームは一カ月単位で進行していく。

### 審議
生徒たちと会話を通じて提案カードを集め、そこからさまざまな新しい校則を審議していく。審議の結果により、グラフィックやストーリー展開が変化したり、特別なイベントが発生することがある。そのため、審議を通したい場合は、生徒会内にいる賛成派と反対派を調整する必要がある。審議時は、賛成派の意見と反対派の意見を交互に聞いて、リアクションボタンを押して賛成派を増やす形をとる。
月初めの審議は、まずその月の行事などを扱った"重要案件"が出され、そのあと校則などを審議していく形となる。

## あらすじ
真奈部 彩は、ある日自身が通っている悠輪第二高校（ユニ高）の理事長を務める叔父から後任を任された。その権力を手にした彼女だったが、議案の決定には生徒会からの承認が必要だった。
かくして、彼女は5人の生徒会メンバーとともに学校運営に乗り出していくのだった。

## 登場人物
真奈部 彩（まなべ あや）
主人公で、高校2年生で、ユニ高の理事長の姪。
学業・成績共に中くらいだが、礼儀をわきまえた明るい性格と高い洞察力が武器。
現在、両親が海外に赴任しているため、学園の理事長である叔父からマンションの一室を借り受けて、一人暮らしをしている。

### 生徒会
鳴神 鴻（なるかみ ひろ）
声 - 入野自由
ユニ高の生徒会長にして、ホテル会社「ナルカミ・ホテルズ・コーポレーション」社長も務める高校3年生。
イケメンで女子からの人気が高く勉強もよくできる一方、体育が大嫌いで、ユニ高から体育の授業をなくそうと画策している。
榊木鋭史とは小学校時代からの幼馴染。
榊木 鋭史（さかき えいじ）
声 - 寺島拓篤
ユニ高の生徒会副会長を務める高校3年生で、鴻とは幼馴染。
無口ながらも悪を許さない人物。喧嘩に強く、尾ひれのついたうわさが絶えないが、本人はそのようなうわさに困っている。
羽々崎 暁（はばさき さとし）
声 - 岡本信彦
生徒会書記を務める高校2年生で、彩、十弥とはクラスメイト。皆に好かれやすいタイプ。辛い物を食べると、キョウという人格に入れ替わってしまう。
趣味はパソコンとゲームで、意外とインドア系男子。
キョウ
暁の別人格で、好戦的なトラブルメーカー。また、他人をあだ名で呼ぶ癖がある。
御堂 十弥（みどう とうや）
声 - 鳥海浩輔
生徒会総務を務める高校2年生で、彩、暁とはクラスメイト。プレイボーイではあるが、運命の相手としか付き合わないという信念を持っている。また、軽そうな見た目に反して、敬虔な仏教徒でもあり、仏教用語をうっかり使うこともある。
朝霧 敦士（あさぎり あつし）
声 - 梶裕貴
生徒会会計を務める高校1年生で、ぼーっとしたような感じの少年。「マイブーム」にのっとって生きているため、周囲からは突飛な行動をとる人物と思われがちである。
権藤 賢護（ごんどう けんご）
声 - 遊佐浩二
生徒会顧問を務める古典文学の教師。ずぼらな性格で、生徒会運営に関しても放任主義をとっている。
不運な目に遭いやすい。

### 学校関係者
瑞谷 友介
声 - 増田俊樹
彩のクラスの学級委員。
古澄 凛
声 - 須藤祐実
彩の親友である地元名家のお嬢様。
荻 静佳
声 - 鹿野優以
彩の親友である眼鏡っ娘。
宍戸 純一郎
声 - 平田広明
彩の叔父で、ユニ高の前理事長。ユニ高を名門校に育て上げた。
桂田 伊佐三
声 - 松野太紀
ユニ高の校長で、彩の理事長就任には反対している。丁寧な言葉で彩を攻撃する。

### その他
石原 良雲
声 - 森田成一
御堂の実家の修行僧で、穏やかな性格をしている。
ジャック（ジョン・ロスフィールド）
声 - 三浦祥朗
鴻の取引相手であるアメリカ人御曹司。
榊木 真由
声 - 神田朱未
鋭史の妹で、鳴神のことが好き。
若松 桐子
声 - 小松由佳
ユニ高の保険医。

## 関連商品

### CD
主題歌
- Brand New World

ドラマCD
- まだまだ足りない夏休み（限定版特典）
- ようこそユニ高へ!（電撃Girl's Style付録）
- 夏とパフェと理事長と（シルフ付録）

キャラクターソング
- キャラクターソングコレクション Vol.01 朝霧敦士
- キャラクターソングコレクション Vol.02 御堂十弥
- キャラクターソングコレクション Vol.03 羽々崎 暁/キョウ
- キャラクターソングコレクション Vol.04 榊木鋭史
- キャラクターソングコレクション Vol.05 鳴神鴻

### 漫画
朔坂みんの作画でシルフ2012年12月号と2013年1月号に前後編で掲載された。電子書籍化されている。